# Opseobaris
Opseobaris är ett släkte av skalbaggar. Opseobaris ingår i familjen vivlar.
Kladogram enligt Catalogue of Life:
| Opseobaris | \| \| Opseobaris alba \| \| \| \| \| \| Opseobaris albus \| \| \| \| |
|            | \| \| Opseobaris alba \| \| \| \| \| \| Opseobaris albus \| \| \| \| |
|            | Opseobaris alba                                                      |
|            |                                                                      |
|            | Opseobaris albus                                                     |
|            |                                                                      |